# Bronisław Podbielski
Bronisław Podbielski (ur. 1839 w Warszawie, zm. 19 lutego 1891 tamże) – polski artysta malarz, rysownik oraz ilustrator.

## Życiorys
Zamiłowanie do malarstwa rozbudził w młodym Podbielskim jego wuj – Aleksander Majorski, znany w Warszawie artysta malarz, akwarelista. Po ukończeniu Gimnazjum Realnego w Warszawie uczył się Podbielski malarstwa w warszawskiej Szkole Sztuk Pięknych, którą z powodzeniem ukończył w 1859 roku. Jego prace rysunkowe, przedstawiające najczęściej krajobrazy oraz zabytki architektury, odznaczały się poprawnością techniczną i dokładnością w detalach. Rysunki Podbielskiego powstawały najczęściej bezpośrednio z natury, podczas krajoznawczych wycieczek artysty. Swoje prace zamieszczał przeważnie w „Tygodniku Ilustrowanym”, z którym współpracował od samego założenia. Pod koniec życia uczył rysunku w warszawskim gimnazjum.

## Galeria drzeworytów wg rysunku Bronisława Podbielskiego

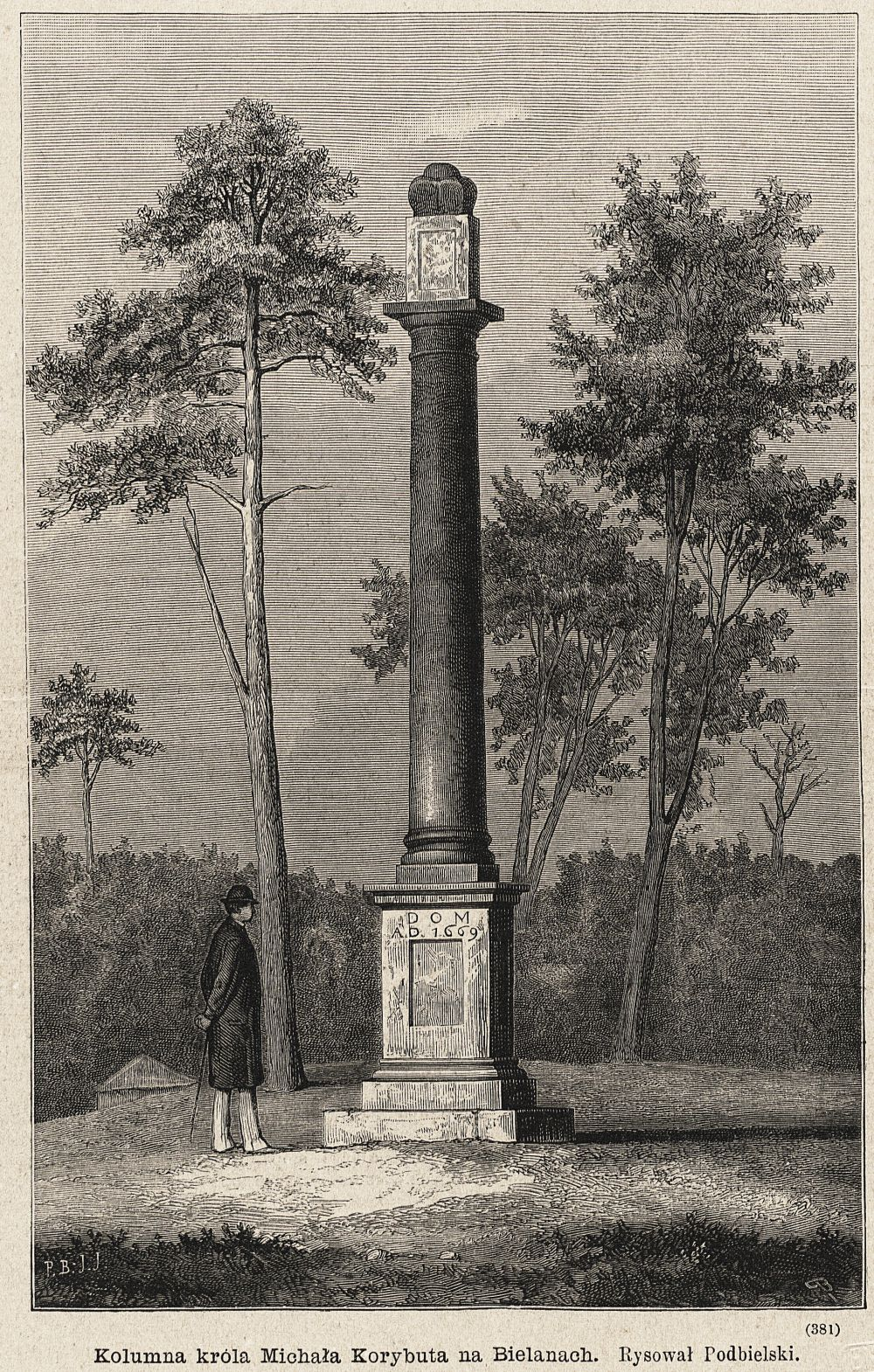
Kolumna króla Michała Korybuta na Bielanach, 1884
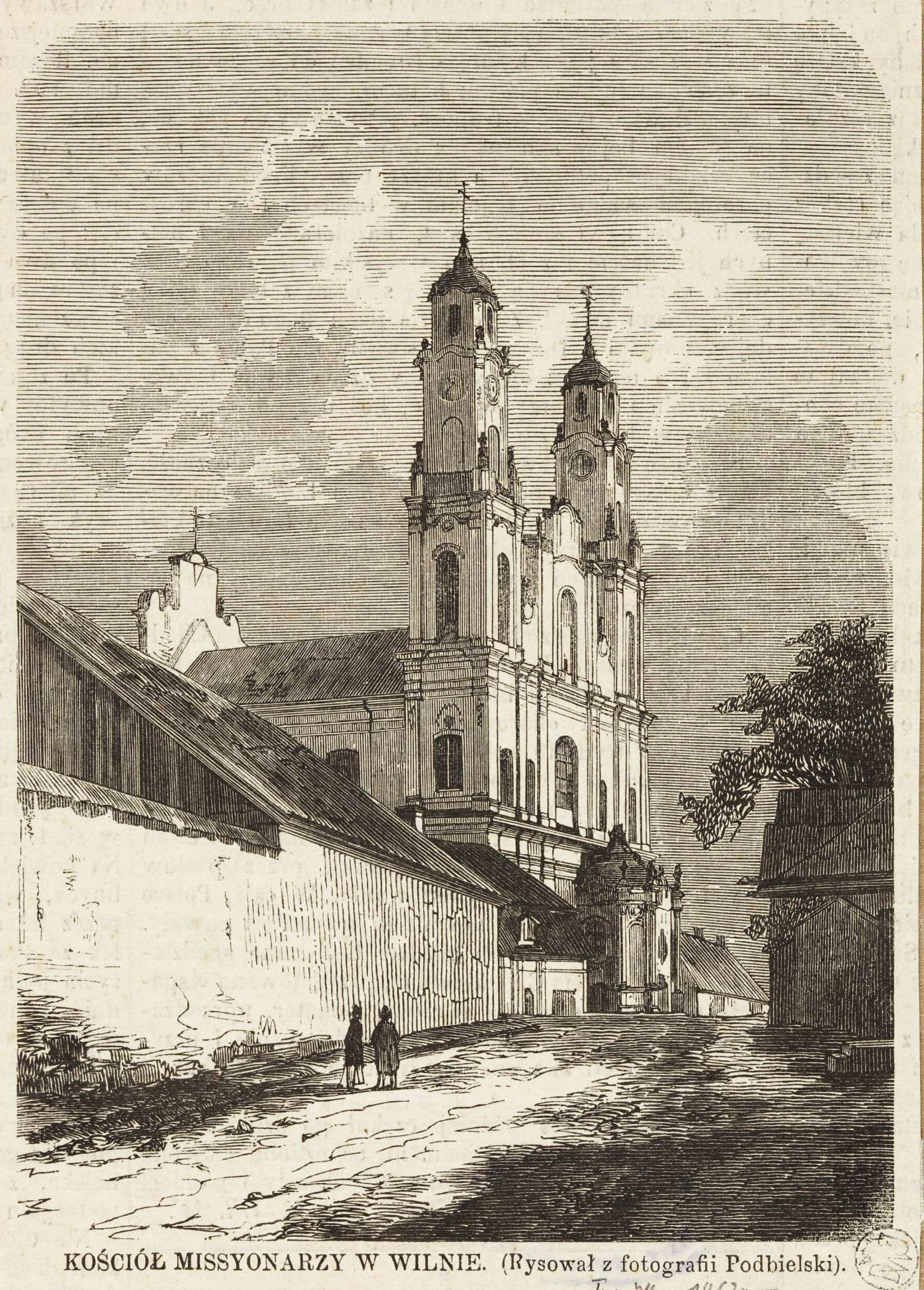
Kościół Misjonarzy w Wilnie, 1862
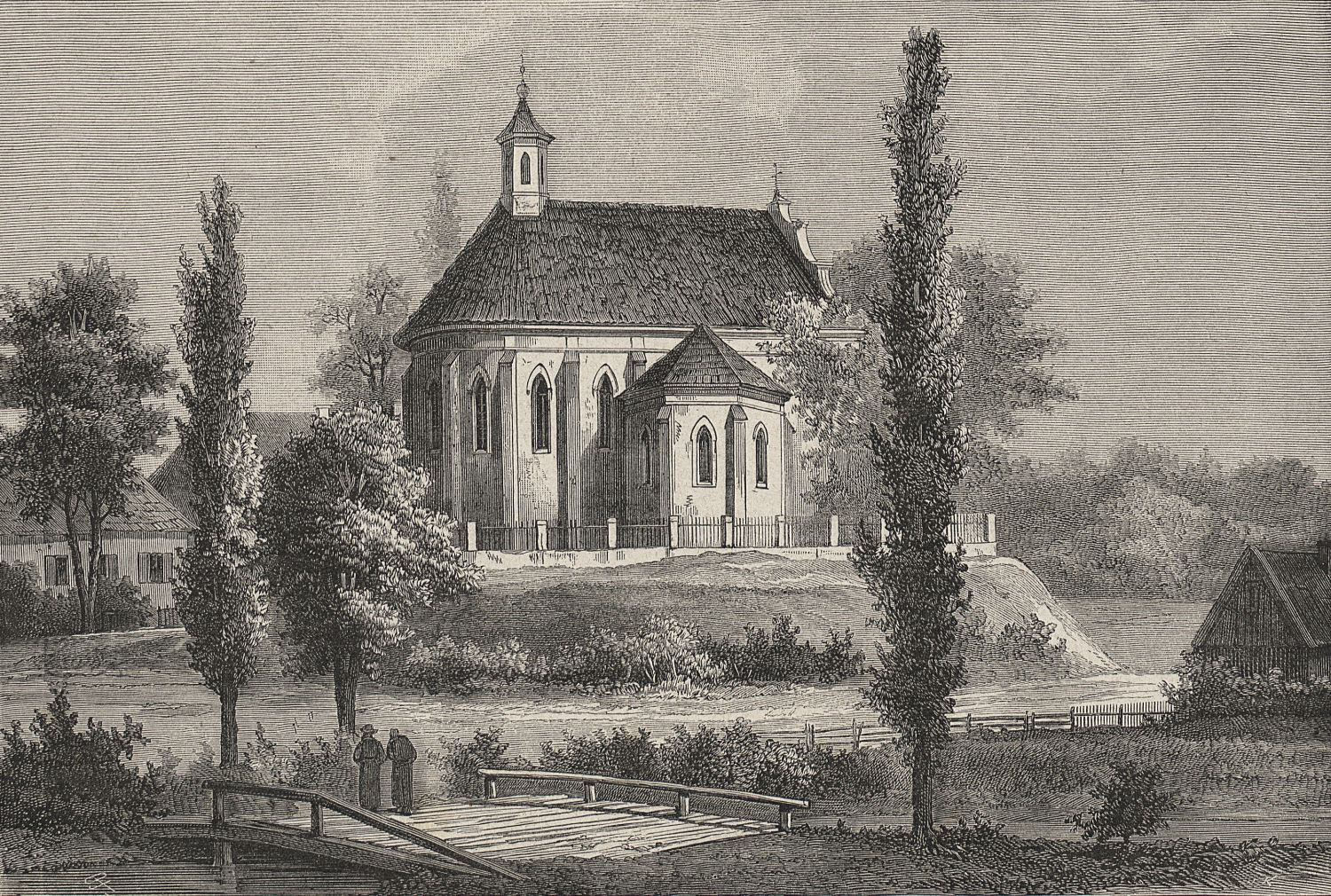
Winna Góra, 1883
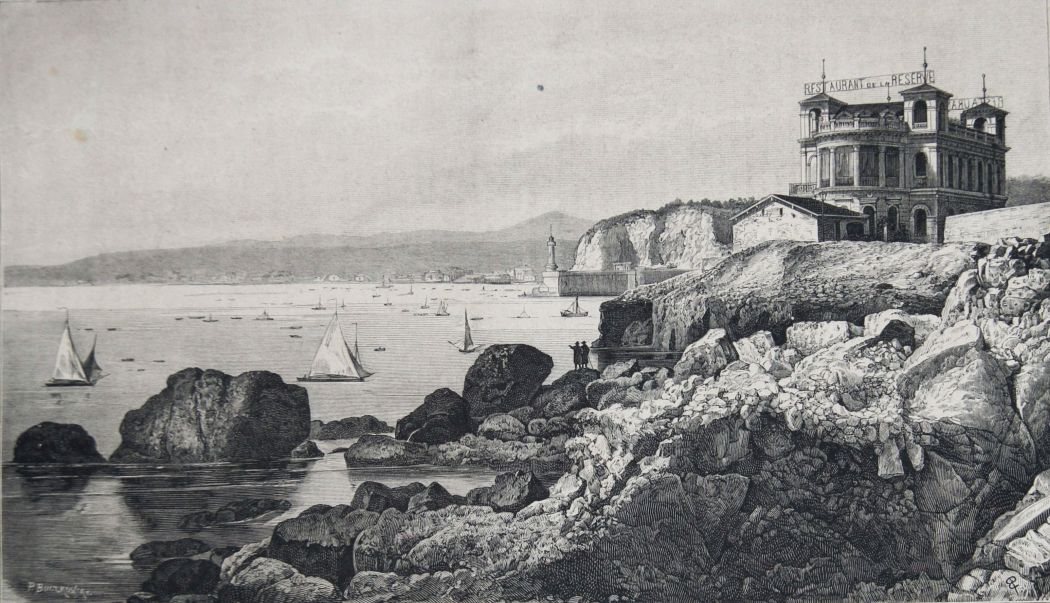
Zatoka Nicei podczas obywania regat, 1884